# Waiting for Tomorrow (песня Мартина Гаррикса и Пирса Фултона)
«Waiting for Tomorrow» — песня голландского диджея Мартина Гаррикса и американского диджея и музыканта Пирса Фултона. В ней присутствует вокал Майка Шиноды, на дней также работал гитарист группы Linkin Park Брэд Делсон. Это пятый и последний сингл мини-альбома Гаррикса BYLAW. Она была выпущена 19 октября 2018 года лейблами STMPD, Epic Amsterdam и Sony Netherlands.

## Предыстория
Песня была выпущена на Ultra Music Festival, она должна была войти в его невыпущенный дебютный студийный альбом +x. Linkin Park сообщила как об участии в альбоме наряду с покойным вокалистом Честером Беннингтоном, хотя Шинода является наиболее частым упоминанием. В апреле 2018 года, во время сессии вопросов и ответов документального фильма What We Started, Гаррикс рассказал о связи с Linkin Park, он заявил, что «„Waiting for Tomorrow“ была создана с Linkin Park, и из-за кончины Честера немного трудно выпускать песню. Я не знаю, выпустим ли мы её когда-нибудь. Надеюсь, может быть, однажды. Но, я думаю, не скоро. Мы работаем над ней, но я пока не знаю. Есть много новой неизданной музыки, которую я выпущу очень скоро».

## Список композиций
Digital download
| №  | Название                                        | Автор(ы)                                              | Продюсер(ы)                            | Длительность |
| -- | ----------------------------------------------- | ----------------------------------------------------- | -------------------------------------- | ------------ |
| 1. | «Waiting for Tomorrow» (featuring Mike Shinoda) | Мартейн Гарритсен Пирс Фултон Майк Шинода Брэд Делсон | Мартин Гаррикс Пирс Фултон Брэд Делсон | 4:07         |

## Чарты
| Чарт (2018)                                | Высшая позиция |
| ------------------------------------------ | -------------- |
| США (Billboard Hot Dance/Electronic Songs) | 26             |

## Сертификации
| Регион                                                                      | Сертификация | Продажи |
| --------------------------------------------------------------------------- | ------------ | ------- |
| Бразилия (ABPD)                                                             | Платиновый   | 40 000  |
| Данные о продажах + прослушиваниях приведены только на основе сертификации. |              |         |